# Hervé Villechaize

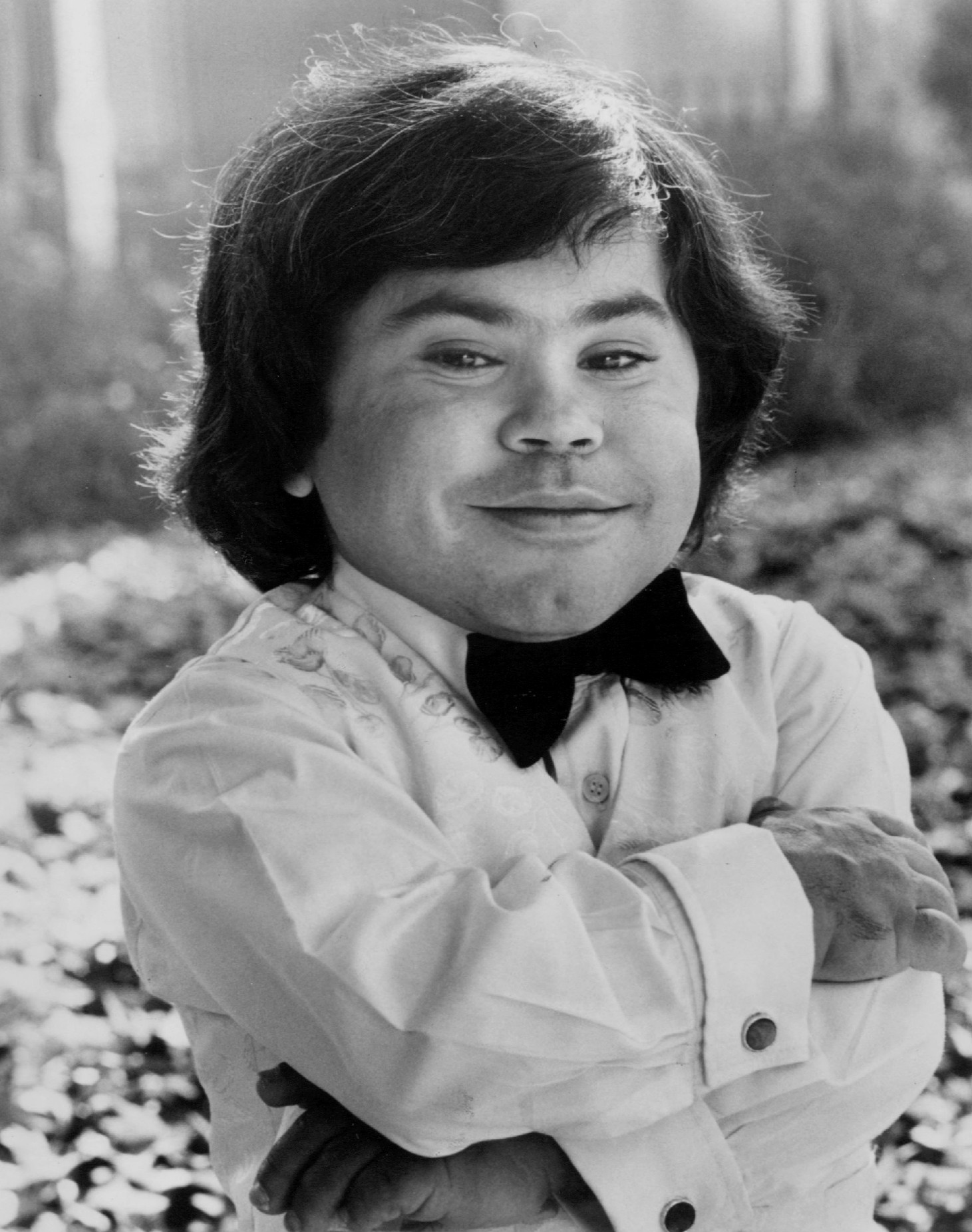
Herve Villechaize im Jahr 1977

Hervé Jean-Pierre Villechaize (* 23. April 1943 in Paris; † 4. September 1993 in North Hollywood, USA) war ein französischer Schauspieler. Der kleinwüchsige Darsteller spielte seine bekanntesten Rollen im James-Bond-Film Der Mann mit dem goldenen Colt und als Tattoo, Assistent von Mr. Roarke, in der Fernsehserie Fantasy Island.

## Leben
Hervé Villechaize wurde in Paris als Sohn eines Arztes geboren. Bereits als Kind hörte er auf zu wachsen. Alle Behandlungsmethoden blieben erfolglos, und Villechaize blieb zeitlebens 1,19 Meter groß. Seine Lungen waren unterentwickelt. Villechaize studierte Kunst in Paris und präsentierte seine Bilder in einer Ausstellung. Mit 21 Jahren verließ er Frankreich und ging in die USA, wo er als Maler und Fotograf arbeitete. Ab Anfang der 1970er übernahm er kleinere Filmrollen.
1974 spielte Villechaize in dem James-Bond-Film Der Mann mit dem goldenen Colt die Rolle, die ihn berühmt machte: er war Schnick Schnack, der hinterlistige Butler und Helfer des Superschurken Scaramanga, gespielt von Christopher Lee. Schnick Schnack zählt zu den populärsten Handlangern der Bond-Serie.
Ab 1977 war Villechaize neben Ricardo Montalbán in der erfolgreichen Fernsehserie Fantasy Island in der Rolle des Tattoo zu sehen. 1983 hatte er mit den Produzenten der Serie eine Auseinandersetzung, weil er höhere Gagen forderte. Er verlor sein Engagement.
Noch im selben Jahr wurde Villechaize von seiner zweiten Ehefrau, der Schauspielerin Camille Hagen (* 1957), verlassen. Er litt unter Depressionen und wurde zum Alkoholiker. 1985 wurde er wegen illegalen Tragens einer geladenen Waffe zu einem Jahr auf Bewährung und 425 US-Dollar Strafe verurteilt. Als sich seine gesundheitlichen Probleme verschlimmerten, konnte er nur noch in einer knienden Position schlafen, weil er sonst erstickt wäre. 1992 wäre er fast an einer Lungenentzündung gestorben.
Hervé Villechaize beging 1993 im Alter von 50 Jahren in seinem Haus Suizid. Er hinterließ eine Notiz und ein Tonband, in dem er erklärte, er sei mutlos wegen seiner gesundheitlichen Probleme. Villechaizes Leichnam wurde eingeäschert und am Point Fermin in San Pedro, einem Stadtteil von Los Angeles, ins Meer verstreut.
Der Schauspieler war sozial engagiert und setzte sich für Kinder und Jugendliche mit Problemen ein.
2018 veröffentlichte HBO mit Mein Dinner mit Hervé einen Fernsehfilm über Villechaize, in dem er von Peter Dinklage dargestellt wird. Die Regie führte Sacha Gervasi, der Villechaize als Journalist begegnet war.

## Filmografie (Auswahl)
- 1970: Maidstone
- 1971: Wo Gangster um die Ecke knallen (The Gang That Couldn’t Shoot Straight)
- 1972: Greaser Place
- 1974: Die Herrscherin des Bösen (Seizure)
- 1974: James Bond 007 – Der Mann mit dem goldenen Colt (The Man with the Golden Gun)
- 1974: Testament in Blei (Crazy Joe)
- 1977: Hot Tomorrows
- 1978: Das charmante Großmaul (The One and Only)
- 1977–1983: Fantasy Island (Fernsehserie, 131 Folgen)
- 1980: Totaler Sperrbezirk (Forbidden Zone)
- 1982: Ein Colt für alle Fälle (The Fall Guy, Fernsehserie, Folge 1x23)
- 1982/1985: Große Märchen mit großen Stars (Faerie Tale Theatre, Fernsehserie, Folgen 1x02, 4x04)
- 1982: Die unglaubliche Reise in einem verrückten Raumschiff (Airplane II: The Sequel)
- 1988: Two Moon Junction

## Veröffentlichungen
- Chris Distin: James Bond - golden gun on location : behind the scenes with Hervé Villechaize on the sets of The man with the golden gun 1974, Braunschweig : DAMOKLES, 2024, ISBN 978-3-9824063-7-4